# Certhiaxis mustelinus
A Certhiaxis mustelinus a madarak (Aves) osztályának verébalakúak (Passeriformes) rendjébe és a fazekasmadár-félék (Furnariidae) családjába tartozó faj.

## Rendszerezése
A fajt Philip Lutley Sclater angol ornitológus írta le 1874-ben, a Synallaxis nembe Synallaxis mustelina néven.

## Előfordulása
Az Amazonas-medencében, Brazília, Kolumbia és Peru területén honos. Természetes élőhelyei a szubtrópusi és trópusi cserjések, mocsarak, folyók és patakok közelében. Állandó, nem vonuló faj.

## Megjelenése
Testhossza 14–15 centiméter, testtömege 14–16 gramm.

## Életmódja
Ízeltlábúakkal táplálkozik.

## Természetvédelmi helyzete
Az elterjedési területe nagyon nagy, egyedszáma pedig stabil. A Természetvédelmi Világszövetség Vörös listáján nem fenyegetett fajként szerepel.